# Schlacht von Deorham
Koordinaten: 51° 29′ 19,9″ N, 2° 22′ 6,3″ W
Die Schlacht von Deorham des Jahres 577 war eine entscheidende Auseinandersetzung zwischen den britonischen Königreichen Britanniens und den Angelsachsen, die die Schlacht für sich entschieden.

## Vorgeschichte
Die Gewissæ waren eine sächsische Volksgruppe, die gegen Ende des 5. Jahrhunderts an der oberen Themse in England siedelte. Seit der Mitte des 6. Jahrhunderts expandierten die Gewissæ nach Westen: Cynric kämpfte gemeinsam mit Ceawlin im Jahr 556 bei Beranburh (Barbury Castle) gegen die Britonen. Nach Cynrics Tod folgte ihm sein Sohn Ceawlin im Jahr 560 auf den Thron. 571 wird ein Sieg Cuthwulfs über die Britonen bei Bedcanford (Bedford in den Chiltern Hills?) und die Eroberung der Städte Limbury (Bedfordshire), Aylesbury (Buckinghamshire), Bensington (Oxfordshire) und Eynsham (Oxfordshire) erwähnt.

## Die Schlacht und ihre Nachwirkung
Als Ort der Schlacht von Deorham gilt das heutige Dyrham, nördlich der Stadt Bath in Wiltshire. Um 577 unternahmen die Gewissæ unter Ceawlin und seinem Sohn Cuthwine einen Vorstoß nach Nordwesten. Vermutlich besetzten sie zunächst handstreichartig die alte eisenzeitliche Befestigung auf dem 200 m hohen Hinton Hill etwa 1 km nördlich von Dyrham. In der folgenden Schlacht fielen die drei britonischen Könige Coinmail (Cynvael), Condidan (Cynddylan) und Farinmail (Ffernvael). Die archaischen Namensformen der britonischen Könige lassen auf eine sehr alte, möglicherweise zeitgenössische schriftliche Überlieferung schließen. Die Gewissæ konnten den südlichen Teil von Gloucestershire mit den Orten Gloucester, Cirencester und Bath erobern. Mit der Eroberung dieser strategisch wichtigen Orte konnte die sächsische Besiedlung des Gebietes gesichert werden. Ceawlin war es damit gelungen, den Severn zu erreichen und die britonischen Königreiche von Wales und Cornwall voneinander zu trennen. Im 7. Jahrhundert kam das eroberte Gebiet unter die Oberherrschaft von Mercia.